# Нові Бішинди
Нові Бішинди́ (рос. Новые Бишинды, башк. Яңы Бишенде) — село у складі Туймазинського району Башкортостану, Росія. Входить до складу Верхньобішиндинської сільської ради.
Населення — 274 особи (2010; 261 у 2002).
Національний склад:
- башкири — 87 %